# Tettigoniidae
Sauterelles
Famille

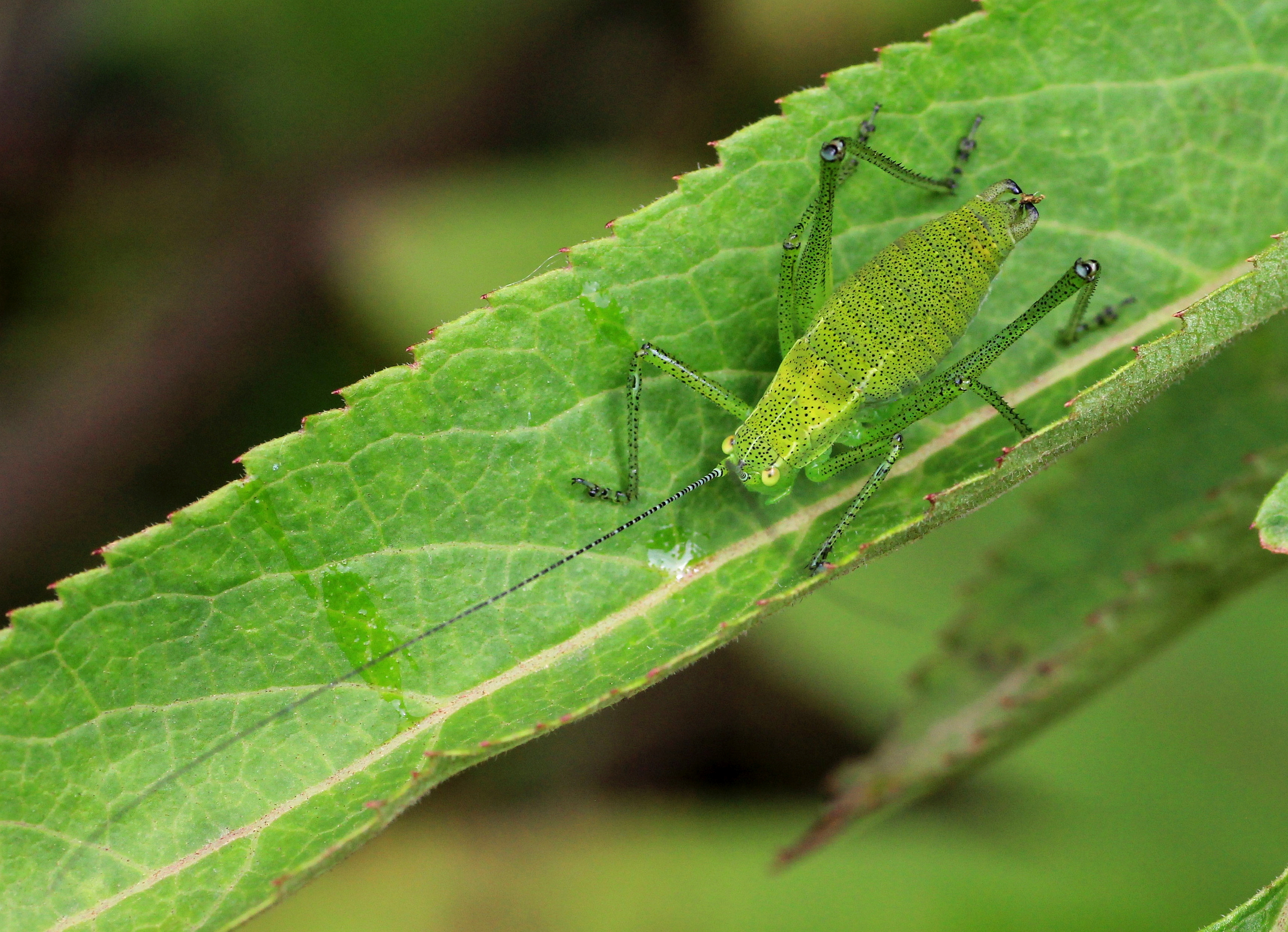
Un Tettigoniidae sur une feuille dans le sanctuaire de la nature à Ismailli (raion) en Azerbaïdjan. Juin 2016.

Les Tettigoniidae (Sauterelles) forment une famille d'orthoptères qui comprend plus de 6 400 espèces. Le nom de cette famille de sauterelles dérive de nom Tettigonia, donné par Linné, en 1748. Il fait appel au grec ancien τέττιξ / téttix, qui désigne la cigale, en raison du fait que les sauterelles stridulent, comme celles-ci.
Ces insectes sont principalement nocturnes et lors de la période de reproduction, ils communiquent par stridulation. De nombreuses espèces pratiquent l'art du camouflage et ressemblent à s'y méprendre à une feuille.

## Description
Les Tettigoniidae mesurent entre 5 et 130 mm. Il s'agit d'insectes arboricoles qui sont fréquemment entendus durant la saison estivale. Les membres de cette famille se distinguent des Acrididae (criquets) par leurs longues antennes qui dépassent la longueur du corps. Les antennes des criquets sont plus courtes et plus épaisses.

## Liste des sous-familles
Selon Orthoptera Species File (28 mars 2010) :
- Acridoxeninae, dont le seul représentant est Acridoxena hewaniana Zeuner, 1936
- Austrosaginae Rentz, 1993
- Bradyporinae Burmeister, 1838
- Conocephalinae Burmeister, 1838
- Hetrodinae Brunner von Wattenwyl, 1878
- Hexacentrinae Karny, 1925
- Lipotactinae Ingrisch, 1995
- Listroscelidinae Redtenbacher, 1891
- Meconematinae Burmeister, 1838
- Mecopodinae Walker, 1871
- Microtettigoniinae Rentz, 1979
- Phaneropterinae Burmeister, 1838
- Phasmodinae Caudell, 1912
- Phyllophorinae Stål, 1874
- Pseudophyllinae Burmeister, 1838
- Saginae Brunner von Wattenwyl, 1878
- Tettigoniinae Krauss, 1902 (les Grandes Sauterelles)
- Tympanophorinae Brunner von Wattenwyl, 1893
- Zaprochilinae Handlirsch, 1925
- †Pseudotettigoniinae Sharov, 1962
- sous-famille indéterminée
  - Parapelerinus Liu & Kang, 2008
  - †Arctolocusta Zeuner, 1937
  - †Lithymnetes Scudder, 1878

Certaines sous-familles de Tettigoniidae sont parfois traitées comme des familles. C'est le cas des Bradyporidae, des Conocephalidae, des Meconematidae et des Phaneropteridae.

## Diversité et distinction des espèces
Beaucoup de tettigoniidés miment les plantes pour se camoufler, en adoptant des formes et des couleurs proches de celles de leur environnement. Elles sautent brutalement pour échapper à leurs prédateurs. Quelques espèces ont des couleurs plus ternes ou très contrastées. De rares sauterelles (tropicales) ont évolué en divergeant du schéma classique et ont adopté des formes éloignées de celles de la plupart des sauterelles.

## Caractéristiques
Les mâles ont des organes produisant des sons (via la stridulation) situés sur les angles postérieurs de leurs ailes avant.
Chez certaines espèces, les femelles sont aussi capables de stridulation.
Au moment de la reproduction, le mâle fournit à la femelle une spermathèque sous forme d'un spermatophylax (organe rattaché aux spermatophores des mâles, et qui est consommé par la femelle) ; la fonction du spermatophylax serait d'augmenter la durée de fixation du spermatophore et d'accroître ainsi les chances de paternité.
Les œufs de sauterelles sont généralement ovales et déposés par la femelle dans les sols meubles grâce à leur oviscapte.

## Distribution
On en compte 255 espèces en Amérique du Nord, mais la plupart des espèces vivent en zone tropicale.

## Écologie
Les sauterelles sont parfois omnivores et ont de longues antennes. Les criquets sont des herbivores stricts et ont de courtes antennes articulées. Le régime alimentaire des sauterelles est habituellement herbivore (feuilles, fleurs, écorces, et parfois graines), mais quelques espèces se comportent aussi en prédateurs se nourrissant d'autres insectes, d'escargots, voire de petits vertébrés (serpents ou lézards).
Quelques espèces sont localement considérées comme nuisibles par les producteurs de cultures commerciales.
Quelques grandes sauterelles européennes et tropicales peuvent, si on les manipule sans précaution, pincer ou infliger des morsures douloureuses (non venimeuses), mais elles n'arrivent que rarement à percer la peau.
Certaines espèces en brousse, comme Ruspolia baileyi en Ouganda et dans les régions voisines, sont consommées.

### En France
Tettigonia viridissima ou la grande sauterelle verte, parfois confondue avec Tettigonia cantans (la sauterelle cymbalière) est localement très courante. Tettigonia cantans est plus rare dans le nord, a les ailes plus courtes et son stridulement, faible au début, devient de plus en plus fort, plus rapide et dure.

## Invasions et histoire
La Bible et les chroniqueurs passés citent tout au long de l'histoire des épisodes d'invasions de sauterelles, responsables de défoliations à grande échelle (l'une de ces invasions était l'une des dix plaies d'Égypte de la Bible). Dans l'Antiquité, on combattait les invasions parfois par l'allumage d'incendies. Au Moyen Âge, une dévastation de l'Hispanie vers 584 aurait été causée par des sauterelles : selon Grégoire de Tours, « le royaume de la Manche -Carpitanie- était cruellement dévasté par les sauterelles, de telle sorte qu’il n’y avait ni arbres, ni vignes, ni forêts, ni fruits, ni aucune verdure, qu’elles n’eussent entièrement détruits… ». En réalité, il s'agit du criquet pèlerin et non de sauterelles, mais à cette époque, on ne faisait pas cette différence.
À la fin du VIe siècle, vers 595, une invasion de sauterelles est également signalée par Paul Diacre dans le N.-E. de l'Italie : « Il y eut cette année-là une très forte sécheresse, de janvier jusqu'à septembre, qui fut cause d'une grande famine. Il y eut aussi dans le territoire de Trente une multitude de sauterelles, plus grandes qu'elles ne sont d'ordinaire ; chose étonnante, elles mangèrent les herbes, les plantes des marais, mais touchèrent à peine aux moissons des champs. Elles revinrent aussi l'année suivante, exactement de la même façon. ».